# Pericoma brasilensis
Pericoma brasilensis är en tvåvingeart som beskrevs av Duckhouse 1968. Pericoma brasilensis ingår i släktet Pericoma och familjen fjärilsmyggor. Inga underarter finns listade i Catalogue of Life.